# Campeonato Europeo de Patinaje Artístico sobre Hielo de 1906
El XI Campeonato Europeo de Patinaje Artístico sobre Hielo se realizó en Davos (Suiza) en enero de 1906. Fue organizado por la Unión Internacional de Patinaje sobre Hielo (ISU) y la Federación Suiza de Patinaje sobre Hielo.

## Resultados
| Puesto | Nombre         | País    |
| ------ | -------------- | ------- |
| Oro    | Ulrich Salchow | Suecia  |
| Plata  | Ernst Herz     | Austria |
| Bronce | Per Thorén     | Suecia  |

## Medallero
| Núm. | País    | Oro | Plata | Bronce | Total |
| ---- | ------- | --- | ----- | ------ | ----- |
| 1    | Suecia  | 1   | 0     | 1      | 2     |
| 2    | Austria | 0   | 1     | 0      | 1     |
|      | TOTAL   | 1   | 1     | 1      | 3     |